# Scrophularia catariifolia
Scrophularia catariifolia är en flenörtsväxtart som beskrevs av Pierre Edmond Boissier och Heldr.. Scrophularia catariifolia ingår i släktet flenörter, och familjen flenörtsväxter. Inga underarter finns listade i Catalogue of Life.